# Podzamcze (stacja kolejowa)
Podzamcze (ukr. Підзамче, ros. Подзамче) – stacja kolejowa na Podzamczu, we Lwowie, w obwodzie lwowskim, na Ukrainie.